# إيموزار إداوتنان
إيموزار هي جماعة قروية في عمالة أكادير إداوتنان، بجهة سوس ماسة، في المغرب. وهي تضم 5402 نسمة، حسب الإحصاء العام للسكان والسكنى لسنة 2014.

## دواوير الجماعة
- دوار
- دوار
- دوار
- دوار
- دوار
- دوار
- دوار

## التعليم
قائمة المؤسسات التعليمية في إيموزار:
- مجموعة مدارس تيديلي (المركزية: تيديلي / الوحدات: )
- مجموعة مدارس أسكنس (المركزية: أسكنس / الوحدات: )
- مجموعة مدارس طارق بن زياد (المركزية: حد إيمسكر / الوحدات: تيزي إمسكر)